# Реформатська церква (Ужгород)
Реформатська церква — пам'ятка у місті Ужгороді, яка має історичне та архітектурне значення. Початок історії її виникнення сягає 16 століття. Є однією із старовинних будівель міста. Знаходиться поряд з Комітатським будинком. Розташовується на найвищій частині пагорба за адресою: площа Жупанатська, 4. Дата будівництва храму — кінець 1790-х років.

## Історія

### Передісторія виникнення
Протестантство в Ужгороді зародилось на початку 16 століття. На цих територіях виникнення першої общини датується 1546 роком. У 1589 році проповідником став Павло Мішкольці, який отримував повне забезпечення завдяки общині, фортеці та місту. 17 століття було відзначено початком жорсткої боротьби між католиками та реформаторами. У 1610 році Дьєрдь Другет зруйнував церкву, яка розташовувалась поблизу Ужгородського замку і організував будівництво нової культової споруди на іншій території. У 1695 році власником міста графом Міклошем Берчені побудована церковна споруда була відібрана у протестантів. У 1705 році князем Ференцем II Ракоці церква була повернута реформатській громаді міста. Проте вже через п'ять років церковна споруда була знову втрачена для общини.У результаті цих подій приход реформаторів був перенесений у Радванку. Там він був розміщений у маєтку, який належав Адаму Хорвату-Павловецькому. У 1767 році громада відновила свою діяльність на території Ужгорода. 1781 рік відзначився покращенням загального стану реформатської церкви. Однієї з причин цього став декрет Йосифа II про віротерпимість, який ще називали «Декретом толерантності». 27 січня 1789 року реформатори в Ужгороді звернулись до міської влади щодо отримання дозволу на будівництво храму, і у 1789 році дозвіл був виданий імператором Йосифом II. У 1790–1791 роках Державними зборами була погоджена стаття XXVI закону Угорщини, який був затверджений імператором Леопольдом II. 12 червня 1792 року з'явилось розпорядження щодо виділення для потреб реформаторів території, на якій нині розташовується реформатська церква.

### Побудова Реформатської церкви
16 травня 1793 року був закладений фундамент реформатської церкви. Цій події сприяла діяльність Дьєрдя Гедера, який був проповідником. Період будівництва храму тривав 3 роки, причиною довготривалого будівництва була недостатня кількість коштів. Тоді певна грошова допомога була надана євангелістами при умові, що і вони зможуть користуватись церковним приміщенням. У 1796 році будівництво завершилось, церква була збудована, проте з низькою вежею. Церква була освячена душпастирем Юрієм Гедером. У 1818 році відбулась добудова нової вежі та побудова дзвіниці. У цьому ж році Йожеф Нодь побудував поряд із храмом будинок для священика. Для будівництва споруди використовувався камінь. у 1891 році навколо будинку священика та інших споруд з'явилась нова огорожа. Цей архітектурний елемент збережений до наших днів. У церкві був орган, його встановили у 1852 році. Колись у власності реформатської церкви знаходилась реліквія — скатертина, подарована Другетами
, проте у роки Першої світової війни вона зникла. Парафіяльний будинок, який був побудований у 1850 році, зазнав перебудови у 1906 році.

### Церква у 20-21 столітті
У 1921 році були проведені збори реформаторських громад краю, на яких прийняли рішення щодо утворення автономного реформатського Єпископства. Навесні 1923 року єпископом реформаторів став Бела Берток, Дєрдь Андраші став головним просвітителем Закарпатської реформатської Церкви. Метричні книги у реформатській церкві ведуться починаючи з 17 століття. При церкві функціонує бібліотека, якою завідує Єва Борат. Янош Ердеї є голової церковної ради. Реформатська церква славиться своїми пам'ятками. У храмі міститься церковні предмети для відправи причастя, срібна чаша, виникнення якої датується 1800 роком та посудини 18 століття, виготовленні із олова та цинку. У наш час заступником голови синоду Закарпатської реформатської церкви є Янош Гейдер.

## Архітектура
Реформатська церква увінчана зіркою, яка має вісім кутів. Будова була зведена у псевдоготичному стилі. Більш сучасного вигляду реформатська церква здобула вже у 1905–1906 році, відповідно до проекту, розробленого фірмою «Фегер та Ріхер», яка знаходилась у Будапешті. Перебудова та розширення церкви було здійснене архітектором Ерневом Ковошом з Ужгорода
. Роботи теслярського та столярного напрямку виконувались майстрами Іштваном Берта та Мартоном Вайнаї. У 1906 році до церкви приєднали абсидну частину, в основі якої лежить прямолінійна форма, яка має два виступи по баках і дві бічні вежі, невеликі за своїми розмірами. Ці бічні вежі разом з центральною вежею більшого розміру, увінчуються Вифлеємською зіркою. Будівля реформатської церкви тридільна і має довгасту форму. У церкві міститься багато надписів угорською мовою. Зокрема, надписи розташовані над дверима притвору, над дверима з внутрішньої сторони, є надпис і над проповідальницею, до якої ведуть чотири сходинки. Всередині церкви є головний човен, по його боках розміщуються лавиці для вірників. Хори з органом тримаються завдяки чотирьом колонам. Розташований орган, який з'явився у приміщенні церкви ще у 1852 році. Він був оновлений на початку 20 століття майстрами з фірми «Амстер», яка знаходилась у Будапешті. Апсидна частина відокремлюється від головного човна загородкою, яка містить дверцята. На території цієї частини розташовується «Стіл Господній». По лівій та по правій стороні містяться лавиці для кураторів та вірників. Побудова реформатської церкви у певній мірі сприяла закладенню архітектурного стилю усієї площі.

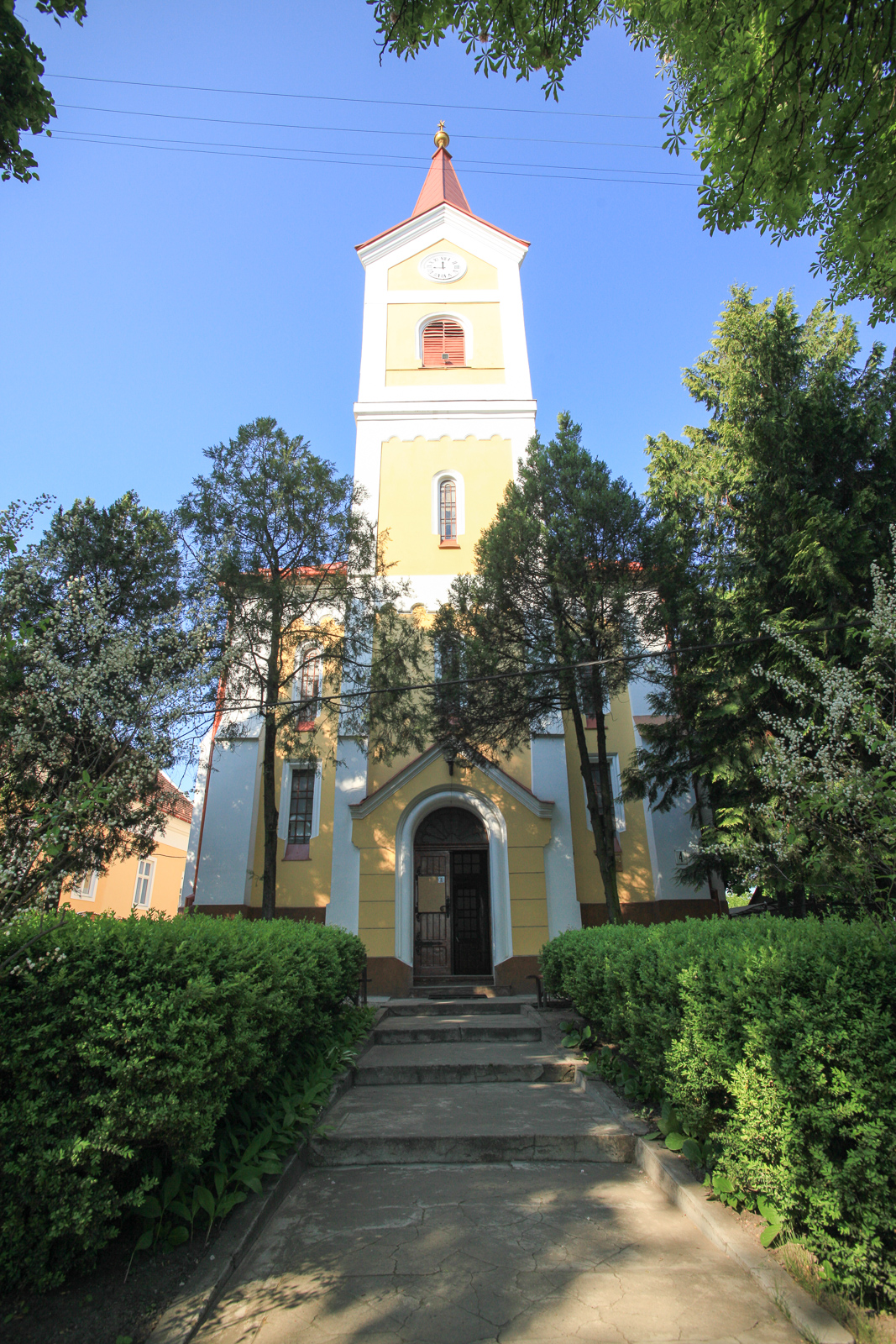
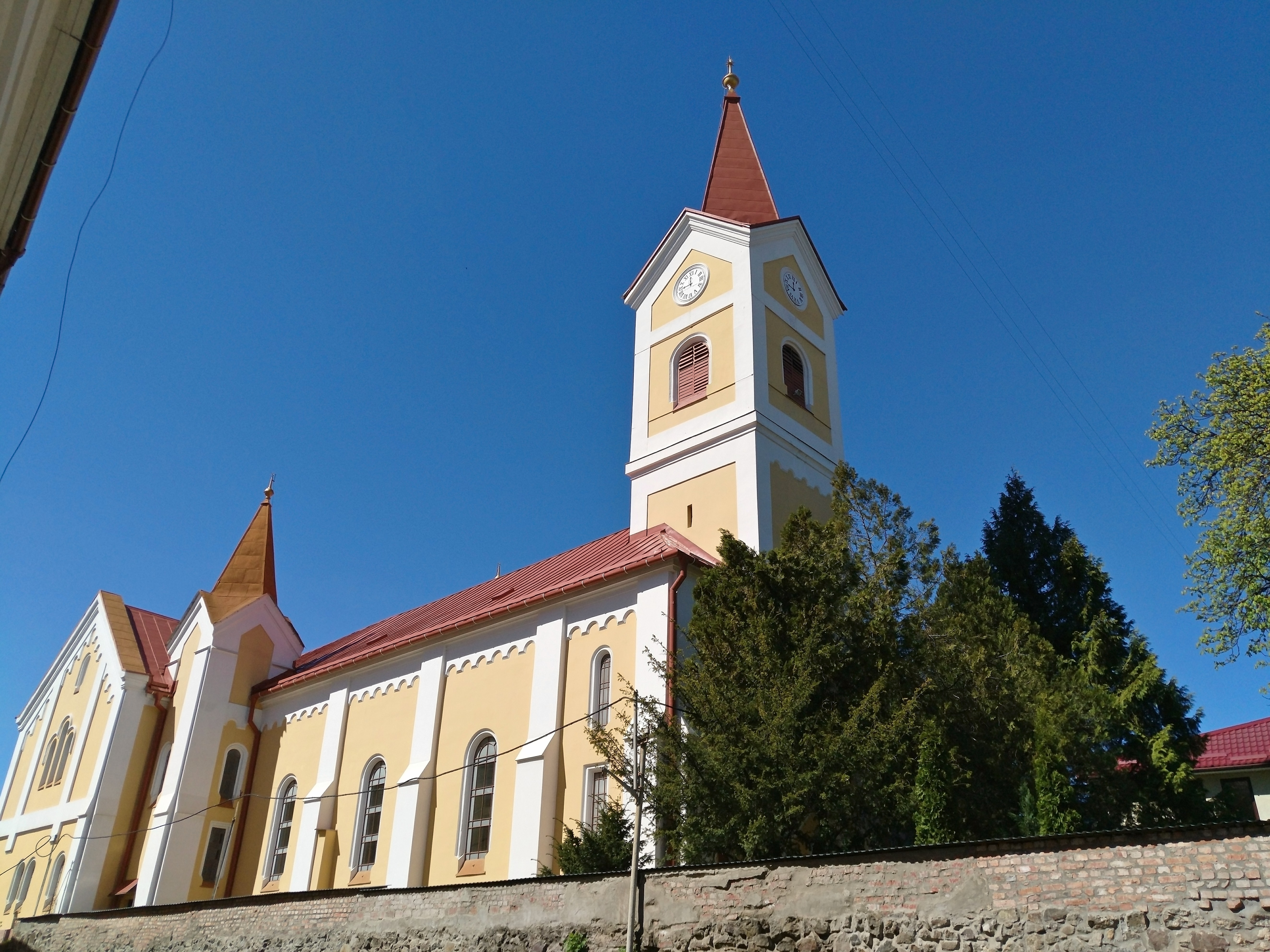
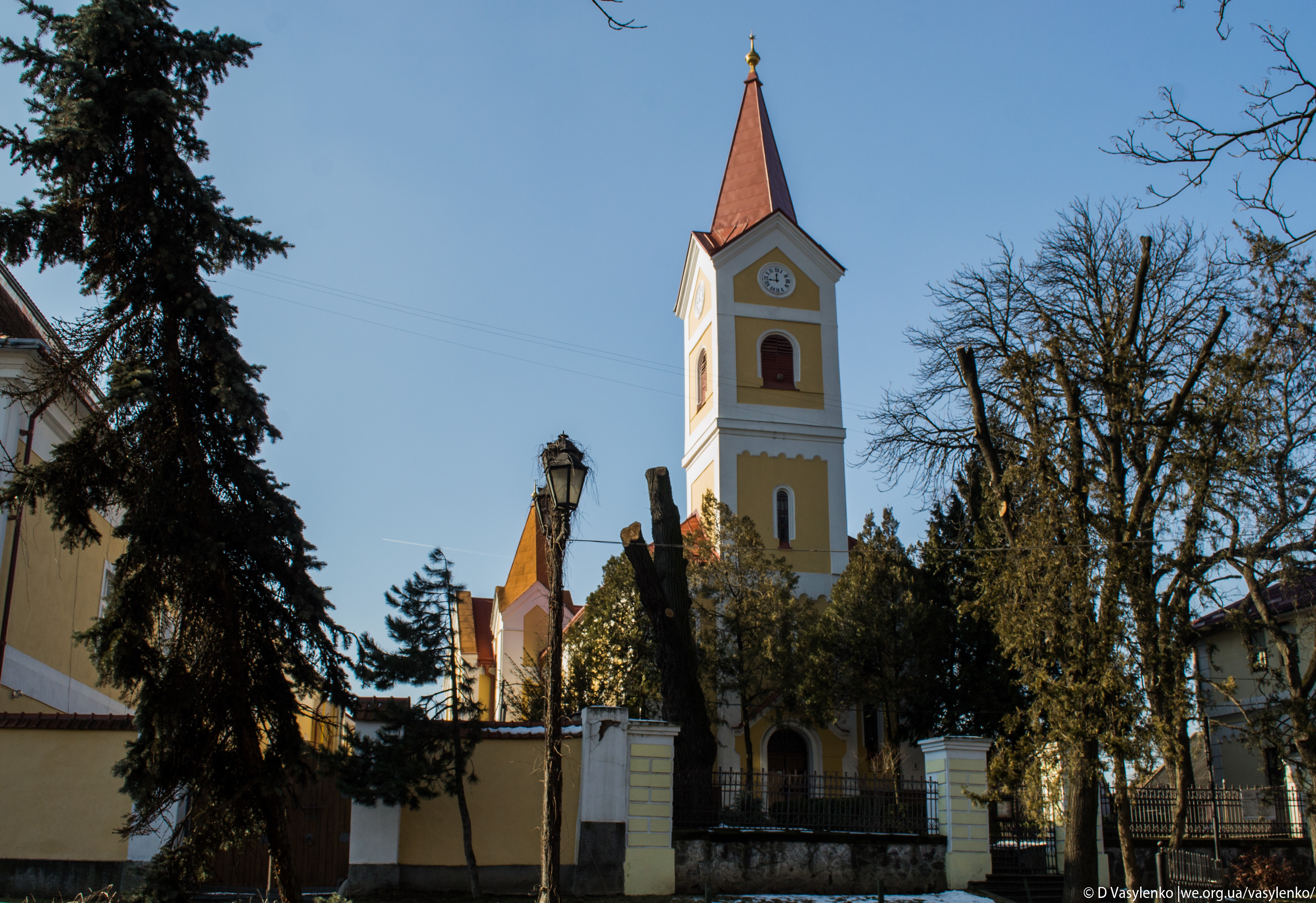